# Margarita de Norfolk
Margarita de Norfolk o Margarita de Brotherton, duquesa de Norfolk por derecho propio (a veces mencionada como "Margaret Marshal";  c. 1322
 – 24 de marzo de 1399), fue hija y única heredera de Tomás de Brotherton, hijo mayor del segundo matrimonio de Eduardo I de Inglaterra. En 1338, heredó el condado de Norfolk y el cargo de conde mariscal . En 1397, fue creada duquesa vitalicia de Norfolk.

## Familia
Nacida en torno a 1322, Margaret era hija de Tomás de Brotherton y Alicia de Hales, que fallecieron en torno a 1330 o anteriormente. Era nieta por línea paterna de Eduardo I y Margarita de Francia, hija de Felipe III de Francia. Por línea materna descendía de Sir Roger de Hales de Hales Hall en Loddon, Norfolk, y Alice Skogan.  Tuvo dos hermanos:
- Eduardo de Norfolk, que casó con Beatrice Mortimer, hija de Roger Mortimer, conde de March y murió sin descendencia antes del 9 de agosto de 1334. [4]
- Alicia de Norfolk, que se casó con Sir Edward Montagu . [5]

## Biografía
En 1335, Margaret se casó con John Segrave, cuarto barón Segrave, con el que tuvo dos hijos varones y dos mujeres. En 1350, ella solicitó la anulación del matrimonio alegando que el matrimonio había sido contratado antes de que ella tuviera edad para casarse y que nunca había consentido en cohabitar con él. Para ello, manifestó su intención de viajar al continente para pedir personalmente al Papa la anulación del matrimonio. El rey Eduardo III le prohibió abandonar Inglaterra, pero ella viajó igualmente a Europa tras obtener un salvoconducto del rey Felipe VI de Francia .
Las motivaciones de Eduardo III eran mantener la legitimidad de los hijos de Margarita ya que, de anulrase su matrimonio, sus hijos con John de Segrave serían considerados ilegítimos, lo que perjudicaría los planes de Eduardo III para emparentarlos con matrimonios con los Plantagenet. John de Segrave, hijo y heredero de Margarita y el cuarto barón Segrave, ya estaba comprometido con Blanca de Lancaster, hija menor y coheredera de Enrique de Grosmont, primo segundo del rey y uno de sus hombres de confranza. Sin embargo, el contrato matrimonial fue posteriormente declarado nulo.
Alrededor de 1349, se solemnizó un doble matrimonio entre John de Segrave y Blanche de Mowbray, hija de John de Mowbray y, por otra parte Elizabeth de Segrave y el hermano de Blanche, John de Mowbray, cuarto barón Mowbray . El Papa Clemente VI concedió dispensas papales para los matrimonios a petición de Enrique de Grosmont, con el fin de evitar «disputas entre los padres».    John de Segrave murió alrededor de 1353, convirtiendo a Elizabeth de Segrave en la quinta baronesa Segrave suo iure . 
En 1351, Eduardo III acusó a Margarita de haber cruzado el Canal de la Mancha, en contra de sus órdenes.  La investigación demostró que Margarita cruzó ilegalmente el Canal y se reunió con un criado de su futuro marido, Sir Walter Manny, primer barón Manny, que la protegió durante su estancia en Francia. Este incidente y la participación del sirviente de su futuro marido pueden indicar la verdadera motivación de Margaret para solicitar la anulación.
El caso de anulación fue finalmente escuchado por el auditor del Papa, el Decano de San Hilario en Poitiers. Sin embargo, con la muerte del primer marido de Margarita en 1353, no hizo falta proseguir el caso y poco después, y justo antes del 30 de mayo de 1354, Margarita se casó con Walter Manny, sin licencia del Rey. Estuvieron casados durante 18 años y tuvieron tres hijos antes de la muerte de Manny en enero de 1372. 
El 29 de septiembre de 1397, Margarita fue nombrada duquesa vitalicia de Norfolk .   Murió el 24 de marzo de 1399 y fue enterrada en el coro de Greyfriars en la City de Londres . 
Se dice que los albaceas de su testamento fueron John Sileby y Walter Fitz Piers, quienes en 1399 supuestamente intentaban recuperar el dinero que se debía a su patrimonio. 

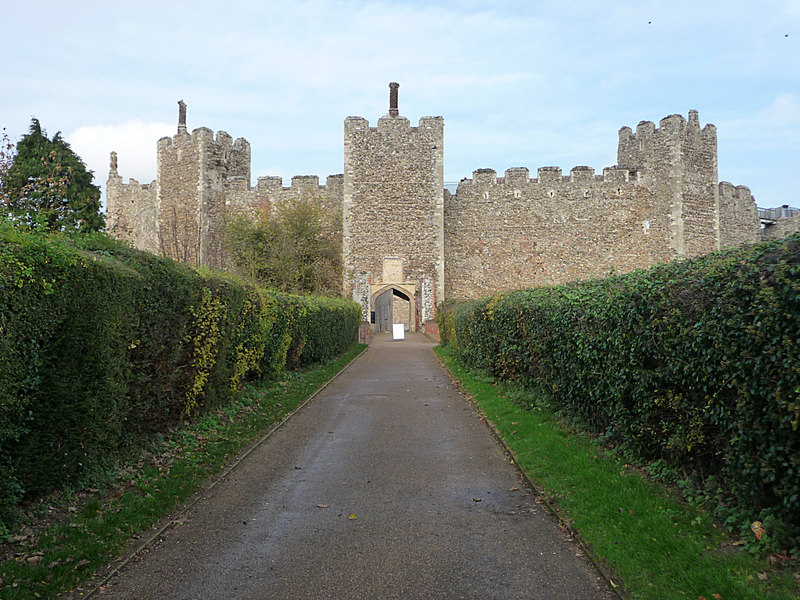
Castillo de Framlingham

## Residencia
Lo más probable es que naciera en el castillo de Framlingham en Suffolk, Inglaterra, mientras que su padre, Thomas de Brotherton, desempeñaba el cargo de primer conde de Norfolk. Ella misma heredó el castillo tras la muerte de su padre.

## Matrimonios y descendencia
Margarita se casó en alrededor de 1335,  con John Segrave, cuarto barón Segrave, con quien tuvo dos hijos y dos hijas: 
- Juan de Segrave, que murió joven. [11]
- John de Segrave, segundo de ese nombre, que se casó con Blanca de Lancaster, hija menor y coheredera de Enrique de Grosmont, primer duque de Lancaster, aunque el contrato fue posteriormente declarado nulo [8] y Blanca se casaría con Juan de Gante, hijo de Eduardo III. Hacia 1349, se solemnizó un matrimonio doble en el que John Segrave se casó con Blanche Mowbray, mientras que la hermana de John, Elizabeth Segrave, se casó con el hermano de Blanche Mowbray, John. El Papa Clemente VI concedió dispensas para los matrimonios a petición de Lancaster, con el fin de evitar «disputas entre los padres», que eran vecinos. [6] [7] [8] Murió el 1 de abril de 1353.
- Elizabeth de Segrave, quinta baronesa Segrave, que se casó con John de Mowbray, cuarto barón Mowbray . [8]
- Margarita de Segrave, que murió joven, antes de 1353. [8]

Poco antes del 30 de mayo de 1354, Margarita se casó en segundas nupcias, y sin licencia del Rey, con Sir Walter de Manny, primer barón Manny,  con quien tuvo un hijo y dos hijas: 
- Thomas Manny, quien se ahogó en un pozo en Deptford a la edad de cinco años. [8]
- Anne Manny, segunda baronesa Manny, que se casó con John Hastings, segundo conde de Pembroke . [8] Tuvieron un hijo, John Hastings, tercer conde de Pembroke, que se con Isabel de Lancaster, hija de Juan de Gante, en 1380, matrimonio que fue anulado seis años después. Posteriormente, contrajo matrimonio con Philippa Mortimer, hija de Edmund Mortimer, conde de March . Murió a los 17 años en un accidente de justas sin dejar descendencia. A su muerte, el condado de Pembroke y la baronía de Manny se extinguieron, mientras que la baronía de Hastings pasó a su primo, John Hastings, sexto barón Hastings.
- Isabel Manny, que vivió en 1358, pero murió sin descendencia antes del 30 de noviembre de 1371. [8]

## Distinción
Al morir su hermano sin descendencia, Margarita heredó el condado de Norfolk y el cargo de conde mariscal tras la muerte de su padre en 1338. Hasta la fecha, es la única mujer que ha ocupado este cargo.